# Petros Galaktopoulos
Petros Galaktopoulos (in greco Πέτρος Γαλακτόπουλος?; Atene, 7 giugno 1945) è un ex lottatore greco, specializzato nella lotta greco-romana.

## Palmarès

### Olimpiadi
- 2 medaglie:
  - 1 argento (Monaco di Baviera 1972 nei pesi welter)
  - 1 bronzo (Città del Messico 1968 nei pesi leggeri)